# Alte Kirche Wollishofen

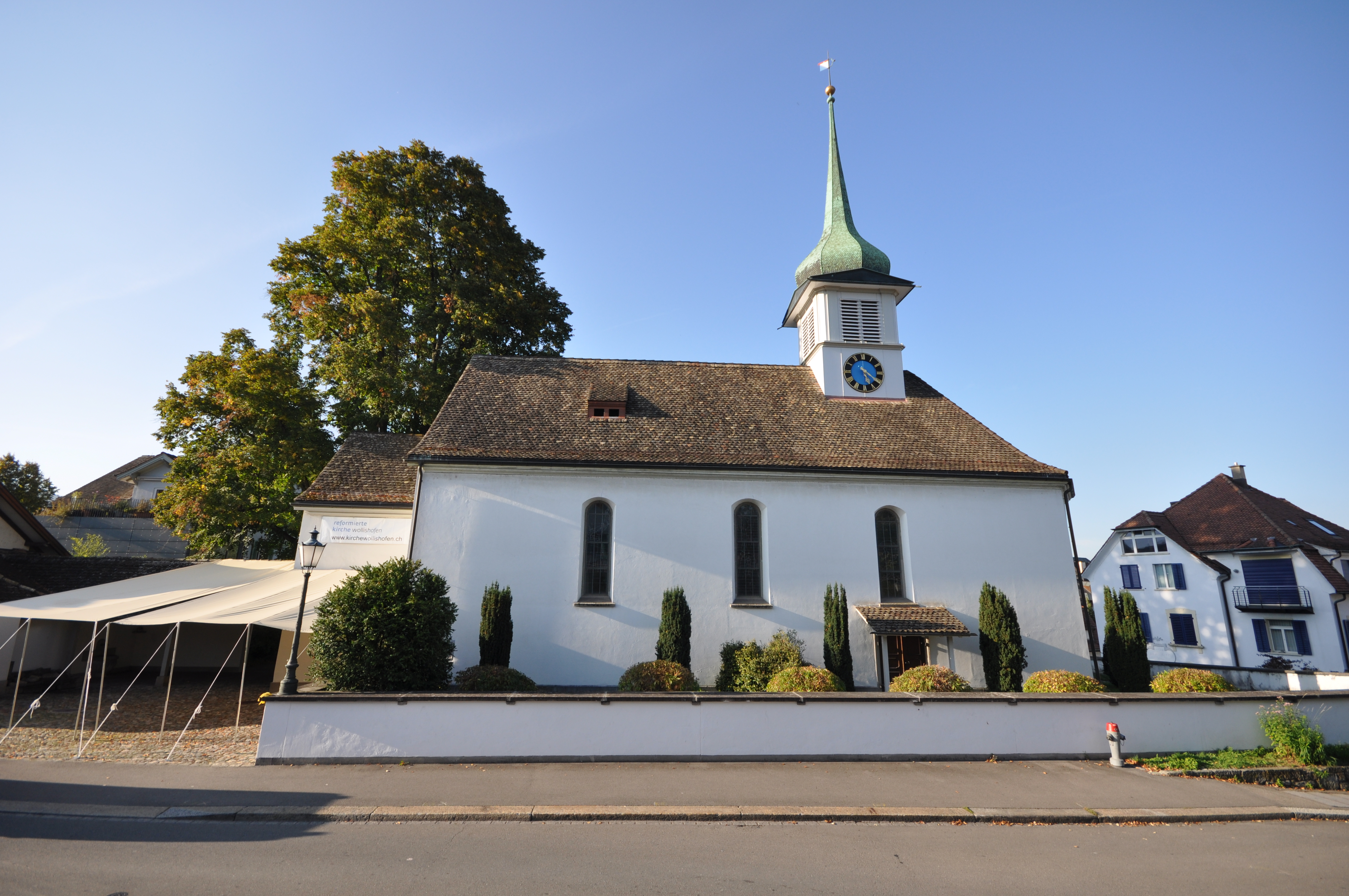
Ansicht von Süden

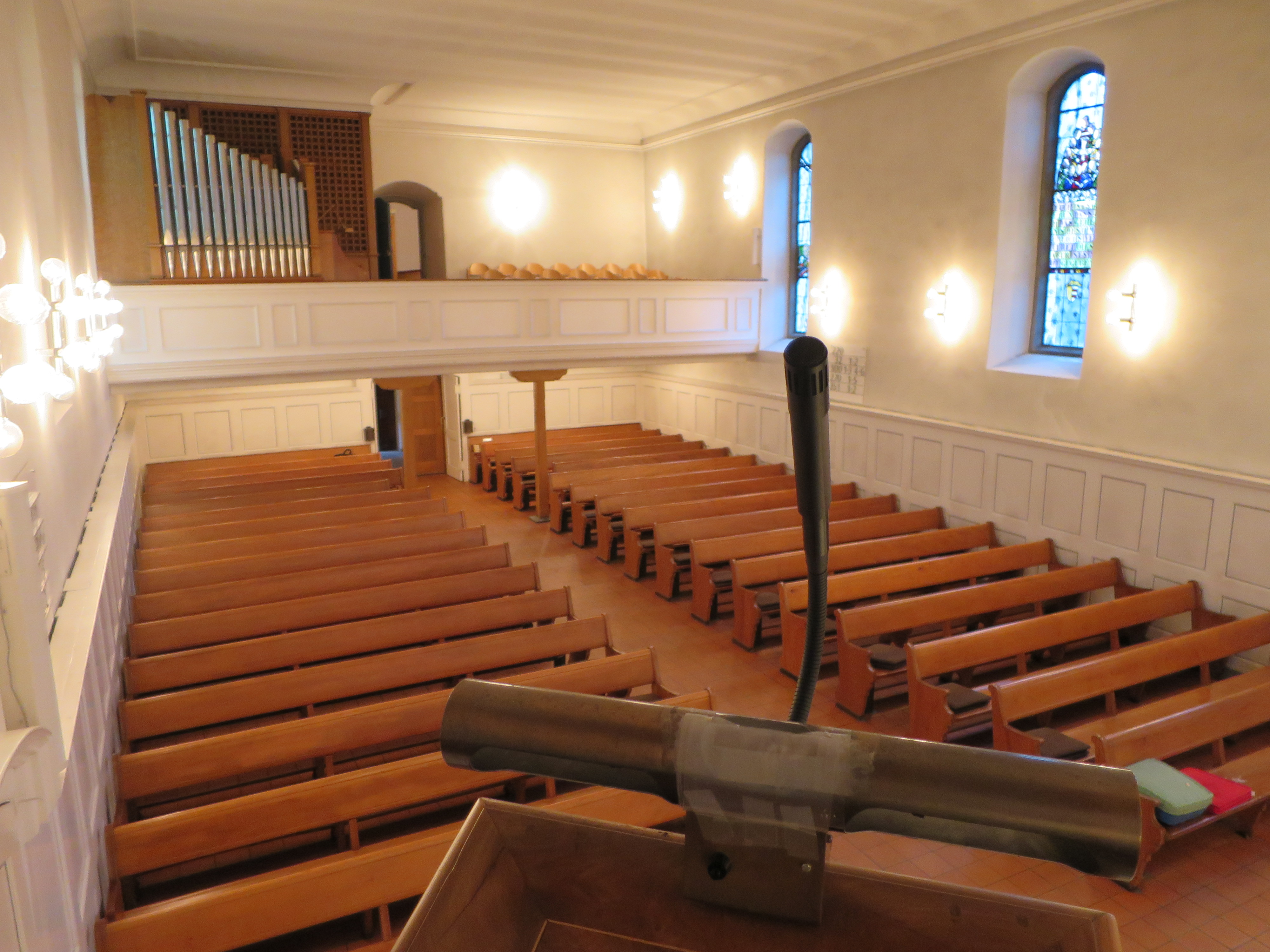
Blick zur Empore

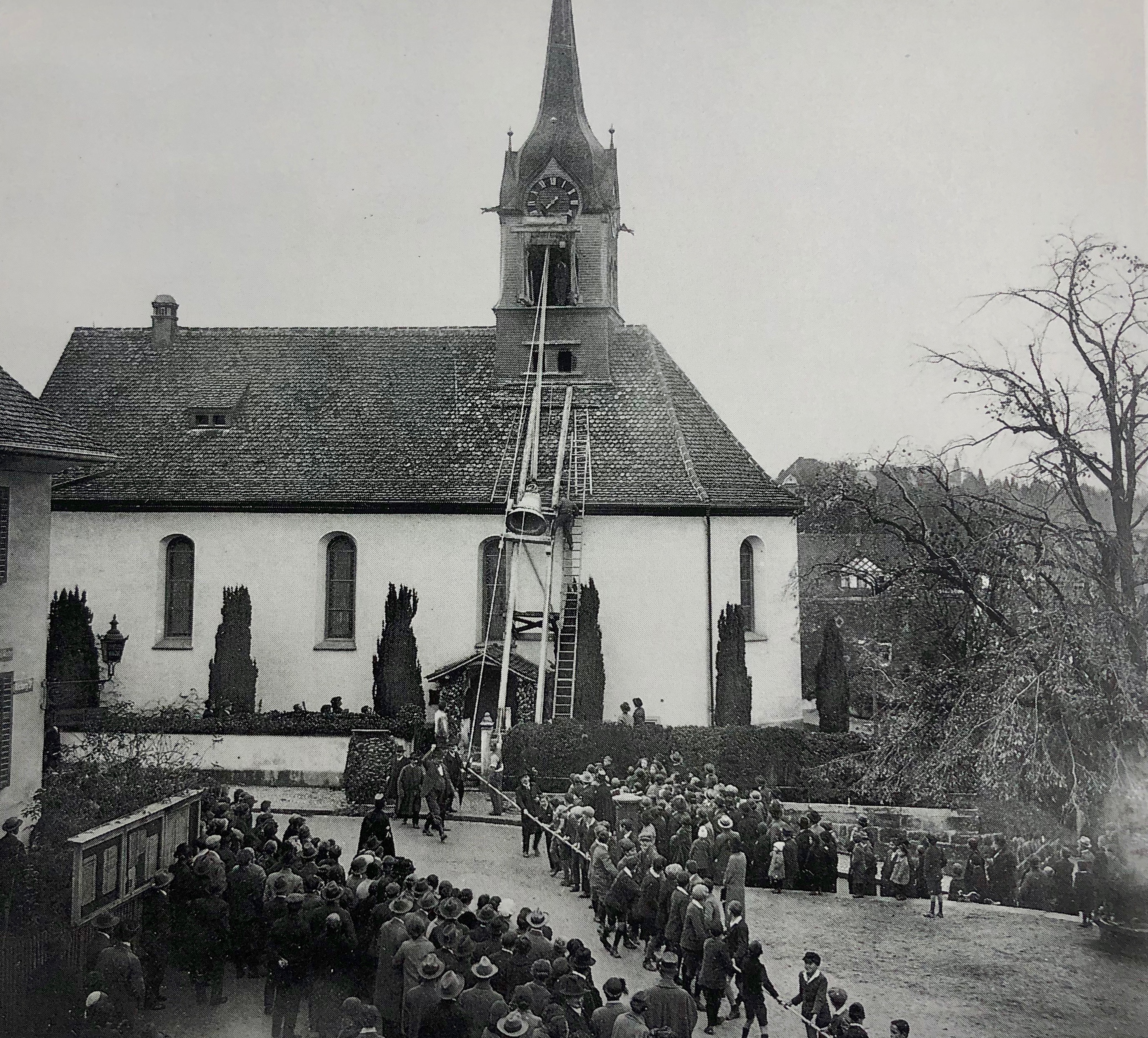
Glockenaufzug 1925

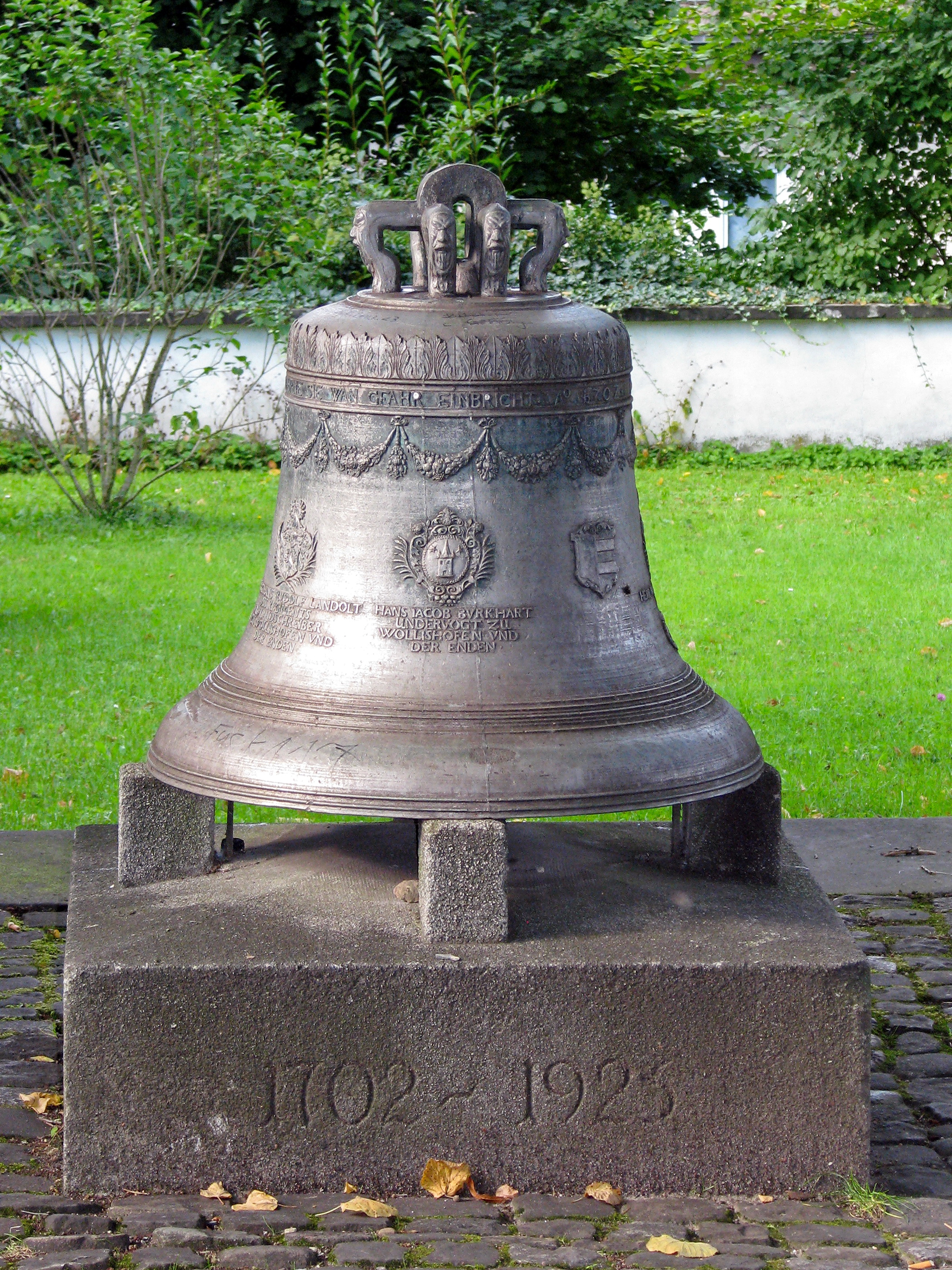
Die grösste der ursprünglichen Glocken der Kirche

Die Alte Kirche Wollishofen ist ein evangelisch-reformiertes Kirchengebäude im Zürcher Quartier Wollishofen. Sie steht an der Kilchbergstrasse unweit des Quartierzentrums Morgental.

## Geschichte
Im Mittelalter gehörte das damalige Bauerndorf Wollishofen zur Pfarrei St. Peter und Paul in Kilchberg, die von Rüschlikon und Adliswil bis zur Enge reichte. Eine erste Kapelle in Wollishofen ist 1281 bezeugt. Die heutige Kirche wurde im Jahre 1702 errichtet. In der zweiten Hälfte des 18. Jahrhunderts wurde an die Kirche ein gemauerter Vorbau angefügt sowie der Glockenstuhl neu aufgebaut. 1862 bis 1863 wurde der Chor tiefer gelegt und die alte Holz- durch eine Gipsdecke ersetzt. In den Jahren 1890 und 1916 erfolgten Bauarbeiten am Turm. 1935–1936 wurde auf einer Anhöhe unweit des alten Gotteshauses die Neue Kirche Wollishofen erstellt. An der alten Kirche Wollishofen wurden 1945 bis 1948 umfassende Arbeiten im Innen vorgenommen: das Täfer, die Bestuhlung und die Erneuerung des Bodens sowie die Tieferlegung der Empore. Heute fungiert die Alte Kirche aber wieder als hauptsächlicher Kirchenraum der Gemeinde, da die neue Kirche mit ihren 700 Sitzplätzen zu gross geworden ist.

## Beschreibung
Die längsrechteckige Saalkirche besitzt einen eingezogenen polygonalen Chorabschluss im Osten und einen Vorbau im Westen. Auf dem Satteldach sitzt im Westen ein markanter Dachreiter aus dem Jahr 1916 mit einer Turmuhr und einer spitz zulaufenden Zwiebelhaube. An den Kirchenmauern befinden sich diverse Epitaphien. Der Zugang zur Kirche erfolgt über die südliche offene Vorhalle oder über das östliche Seitenportal.
Im Innern ist die mit Intarsien verzierte Kanzel aus Nussbaum bemerkenswert. Sie stammt von 1702 und trägt die Inschrift: „Wie vil Eüwer In Christum Getauft sind, Die habend Christum Angezogen. Gal. III A 1702“. Der Zyklus von Glasmalereien, der 1948–1958 von Max Hunziker geschaffen wurde, umfasst sämtliche Fenster. Über den Vorraum der Kirche ist die Empore zu erreichen.

## Glocken
Die ursprünglichen Glocken der Kirche waren von Moritz Füessli im Jahr 1702 gegossen worden. Die kleinere ist heute im Landesmuseum Zürich, die mittlere wurde eingeschmolzen und die grösste befindet sich beim Westeingang der Kirche. Im Jahr 1925 wurden drei Glocken von Rüetschi in Aarau gegossen. Sie erklingen im Tonfolge f1 a1 c2.
| Glocke | Schlagton | Inschrift                         | Gewicht |
| ------ | --------- | --------------------------------- | ------- |
| 1      | f1        | Ehre sei Gott in der Höhe.        | 1095 kg |
| 2      | a1        | Friede auf Erden                  | 552 kg  |
| 3      | c2        | An den Menschen ein Wohlgefallen. | 323 kg  |

## Orgel
Auf der Empore befindet sich eine 1948 durch Ziegler-Heberlein (Uetikon am See) erbaute zweimanualige Orgel mit 22 klingenden Registern. Ihr erstes Vorgängerinstrument war ein 1875 angeschafftes Harmonium, das selber einen Vorsänger ersetzte, der vorher den Gemeindegesang angeleitet hatte. 1906 wurde eine pneumatische Membranladenorgel durch Carl Theodor Kuhn mit 11 Registern auf zwei Manualen und Pedal erbaut. Das Instrument befand sich im Chor der Kirche. 1948 anlässlich der Kirchenrenovation wurde der Chor wieder frei gemacht und die heutige Orgel auf der Empore errichtet. 1985 fand eine Revision durch Orgelbau Ziegler statt. Der Spieltisch wurde hierbei ersetzt. 1996 erfolgte eine Generalrevision durch Orgelbau Trost (Nachfolger von Ziegler). Die Membranen und das elektropneumatische Vorschaltgerät wurden ersetzt und das Instrument wurde neu intoniert.
| I Hauptwerk C–g3 |                |
| Prinzipal        | 8′             |
| Rohrflöte        | 8′             |
| Oktave           | 4′             |
| Hohlflöte        | 4′             |
| Sesquialter      | 2 ⁄3′ + 1 3⁄5′ |
| Schwiegel        | 2′             |
| Mixtur IV        | 1 ⁄3′          |

| II Schwellwerk C–g3 |       |
| Gedackt             | 8′    |
| Violprinzipal       | 8′    |
| Prinzipal           | 4′    |
| Blockflöte          | 4′    |
| Gemshorn            | 4′    |
| Prinzipal           | 2′    |
| Larigot             | 1 ⁄3′ |
| Scharff IV          | 1′    |
| Terzcymbel III      | 2⁄3′  |
| Trompete            | 8′    |

| Pedal C–f1 |     |
| Subbass    | 16′ |
| Gedeckt    | 16′ |
| Praestant  | 8′  |
| Bassflöte  | 8′  |
| Prinzipal  | 4′  |

- Koppeln: II/I, I/P, II/P
- Spielhilfen: Registercrescendo, 4-fach Setzeranlage, div. Absteller